# Deserto de Cholistão

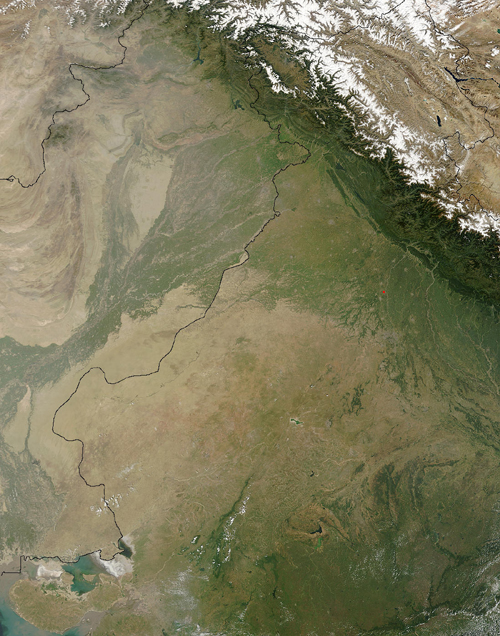
Deserto de Cholistão

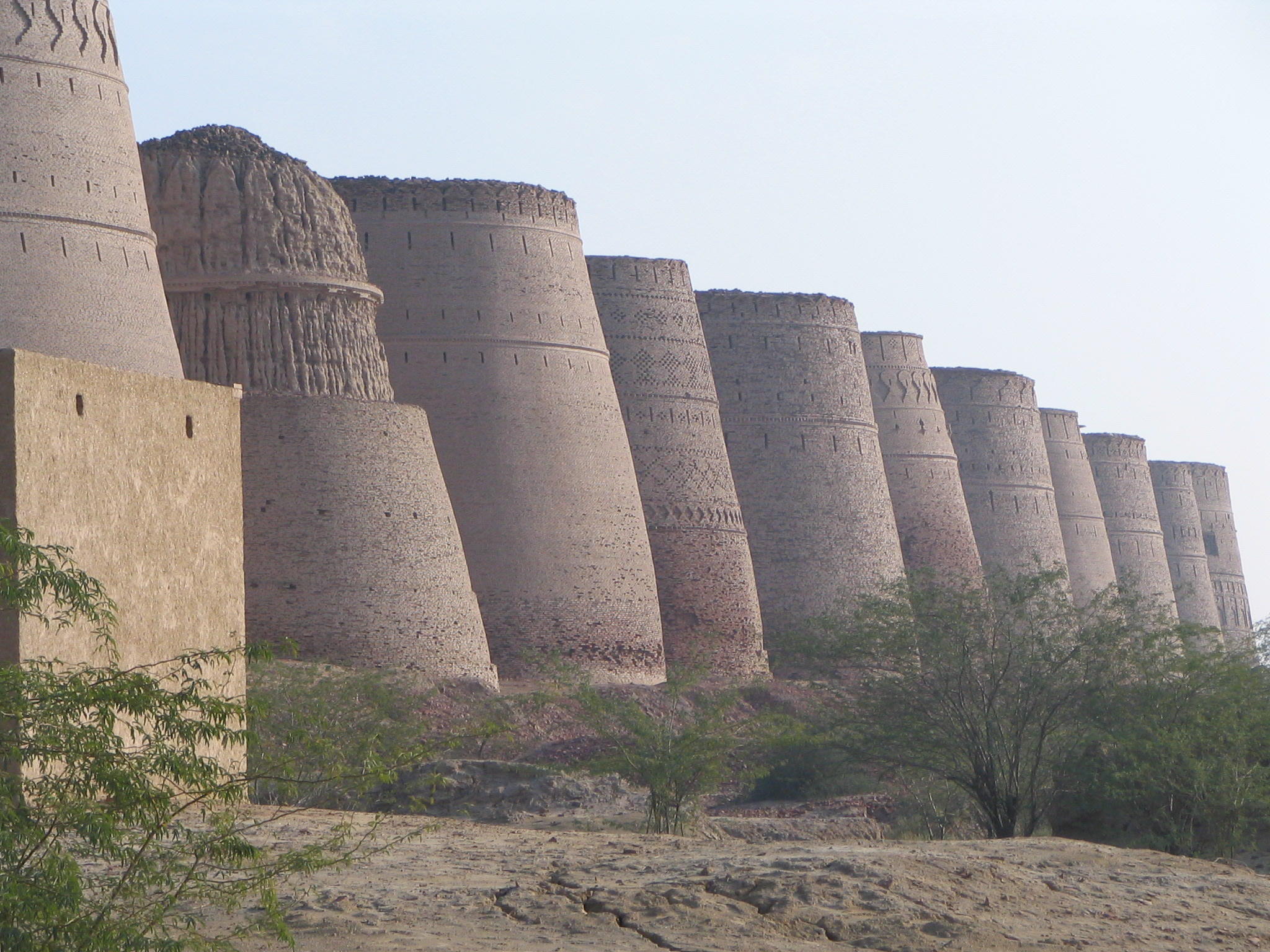
Forte Derawar em Cholistão

O deserto de Cholistão  (em urdu: صحرائے چولستان, também chamado localmente de Rohi) é um deserto que se estende a cerca de 300 km de Baaualpur, no estado de Panjabe e no Paquistão, cobrindo uma área de 16 000 km². Pode-se considerar que é uma extensão ao norte ocidental do Deserto do Thar na Índia.

## População
A palavra Cholistão deriva do cholna cujo significado na língua urdu significa "mudança"; em efeito, a população do Cholistão tradicionalmente é semi-nômade dispersando–se de um lugar a outro em busca de água e pastos para seus gados. O trecho seco do rio Hakra recorre à região e se encontra rodeado por antigos sítios da civilização do Vale do Indo.

## História
Se encontram aproximadamente trezentos sítios arqueológicos harapianos da civilização do Vale do Indo estabelecidos no vale do Hacra, isto significaria que no deserto de Cholistão se encontraria 20% dos sítios arqueológicos harapianos. A área, atualmente desértica, possuiu agricultura constante e regularmente irrigada até cerca de 1 200 a.C. e logo, com o aumento da desertificação, plantações com irrigação estacionaram em cerca de 600 a.C., o território voltou-se árido ao secar-se o Rio Hacra; na atualidade se está tentando reverter a desertificação mediante um canal que deriva parte das águas do rio Sutle sem demora a população aonde manteve seus modos de vida semelhantes aos que possuía há duzentos anos.